# Кузьмин, Николай Иванович (музыковед)
Николай Иванович Кузьмин (19 октября 1911, Москва — 28 августа 1988, Киев) — советский украинский музыковед и музыкальный педагог (фортепиано). Долгое время жил и работал в Киеве, исследовал историю музыкальной культуры города.

## Биография
Родился в семье московского инженера. С 1925 года жил и учился в Киеве. В 1927—1933 годах — ученик музыкальной школы Н. А. Тутковского. В 1933 году поступил в Музыкально-драматический институт им. Н. В. Лысенко, реорганизованный в 1934 году в консерваторию; окончил её в 1938 году по классу фортепиано. Был учеником профессора А. М. Луфера и К. Н. Михайлова. После окончания консерватории был назначен художественным руководителем Винницкой филармонии, также преподавал в местной музыкальной школе, выступал в концертах городского музыкального лектория.
С 1940 года находился на военной службе, участник боевых действий против немецких и японских агрессоров; награждён за воинскую доблесть орденами и медалями, был ранен. После демобилизации в 1946 году вернулся в Киев и стал преподавателем Киевского музыкального училища, связав с ним всю свою дальнейшую жизнь. Подготовил по классу фортепиано более 80 воспитанников, значительная часть которых затем получила высшее музыкальное образование. Среди учеников — И. Иващенко, Л. Цвирко, Л. Ященко. Преподавал также в народной консерватории; был консультантом городского Дома художественной самодеятельности профсоюзов. Сотрудничал с музыкальной редакцией Украинского радио, для которой создал более 50 музыкально-образовательных передач. Имел композиторский и поэтический талант; автор ряда романсов, фортепианных пьес, «Украинская рапсодии» для оркестра.
Скончался на 77-м году жизни 28 августа 1988 года в Киеве. Похоронен на Лукьяновском кладбище (24-й участок).

## Исследование музыкальной истории Киева
Наиболее весомым общественным и музыковедческим делом Николая Кузьмина стало подробное изучение истории музыкальной культуры Киева, в том числе — становление Киевского музыкального училища. Эти исследования велись много лет; были проработаны, систематизированы и обобщены тысячи публикаций и архивных документов, опрошено большое количество педагогов и выпускников музыкального училища. Результатом исследовательской работы стали книжные издания и ряд статей в периодике. Публикации Н. Кузьмина способствовали возвращению из забвения сотен имён. Наиболее концентрированный отбор информации содержала его книга «Украинская школа музыкального мастерства», изданная в полукустарный способ тиражом 300 экземпляров. Она быстро стала библиографической редкостью, и в 2007 году Международный благотворительный фонд конкурса Владимира Горовица совершил её посмертное переиздание, приуроченное к 140-летию Киевского государственного высшего музыкального училища им. Р. М. Глиэра.
Н. Кузьмин был одним из авторов энциклопедии «Искусство Украины», энциклопедического справочника «Киев». Создал в Киевском музыкальном училище им. Р. М. Глиэра экспозицию класса-музея Н. В. Лысенко.

## Публикации

### Отдельные издания
- Украинская школа музыкального мастерства / Сост. Кузьмин Н. И. — К., 1968.  (рус.)
- Кузьмін М. Забуті сторінки музичного життя Києва. — К.: Музична Україна, 1972.
- Кузьмин Н. Украинская школа музыкального мастерства. — Издание второе. — К.: Международный благотворителный фонд конкурса Владимира Горовица, 2007.  (рус.)

### Статьи
- Кузьмин Н. Глиэр в Киеве // Советская музыка. — 1975. — № 9.  (рус.)
- Кузьмін М. «Музичні» будинки // Культура і життя. — 1980. — 18 вересня.
- Кузьмін М. Червоний бант Глієра // Культура і життя. — 1982. — 25 квітня.
- Кузьмін М. Музично-драматична школа М. В. Лисенка // Українське музикознавство. — Випуск 19. — К., 1984.